# Turmaliny

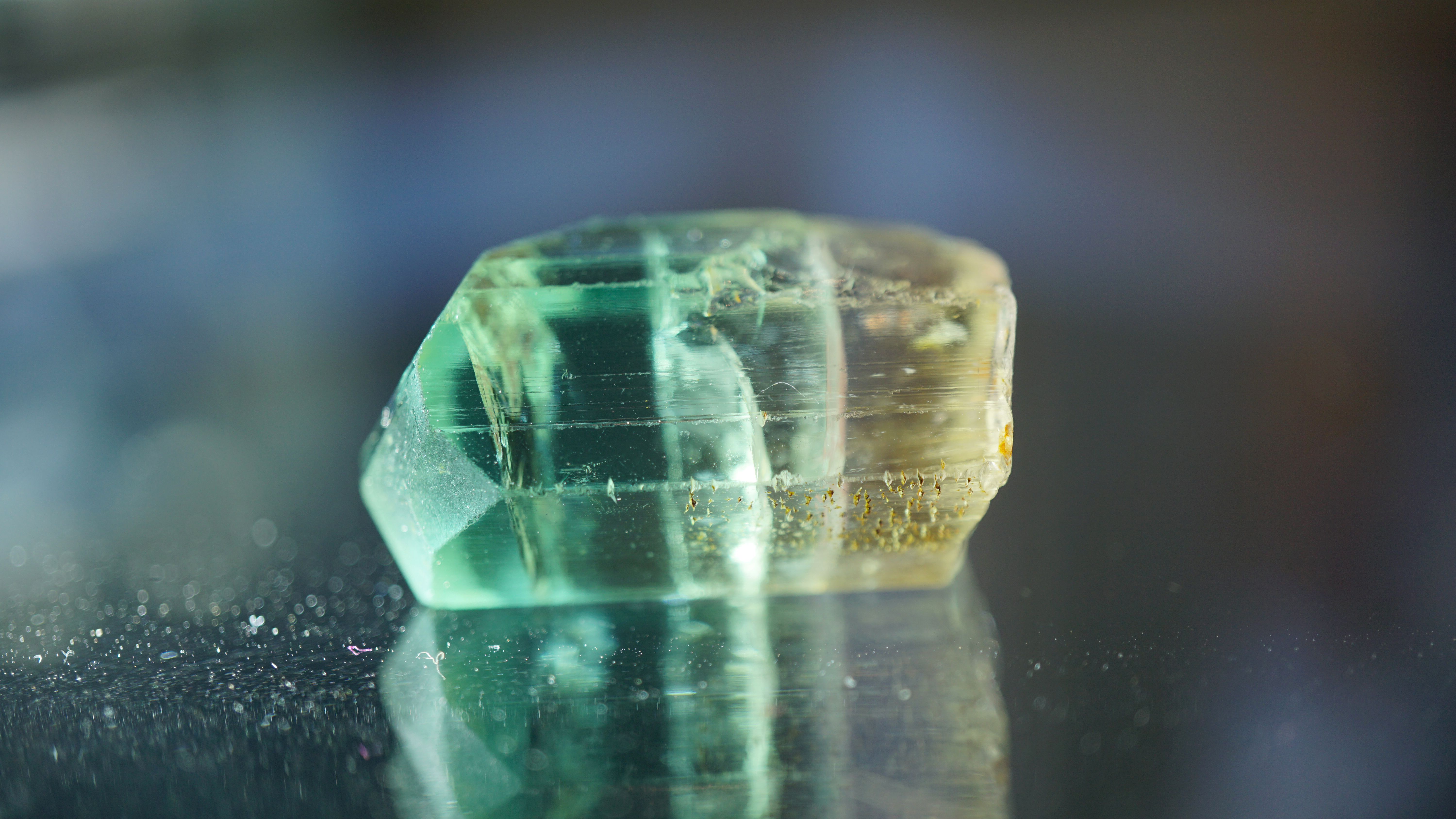
turmalin elbait (arbuzowy)

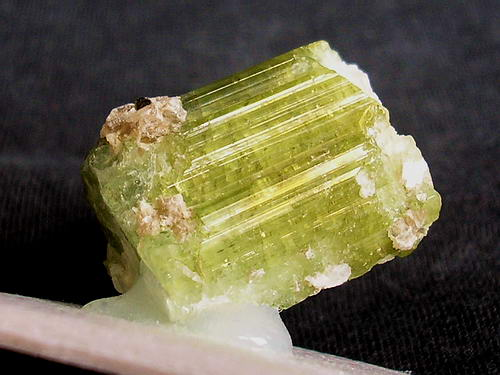
turmalin verdelit

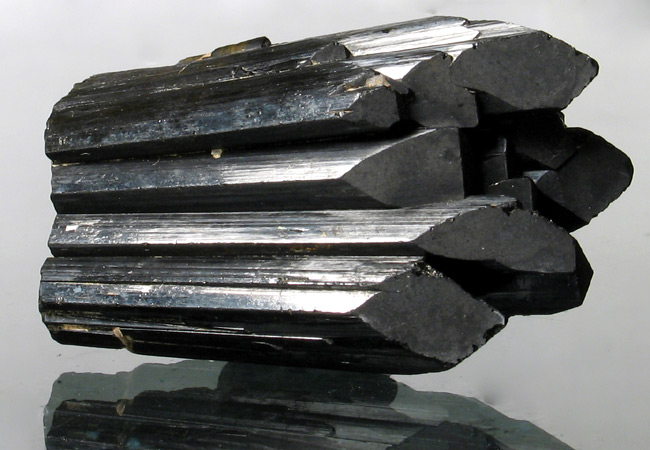
turmalin schorl

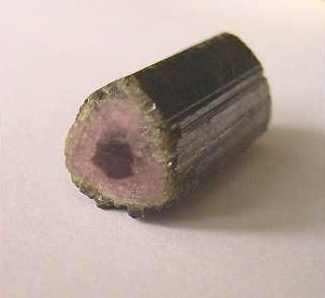
turmalin elbait (arbuzowy)

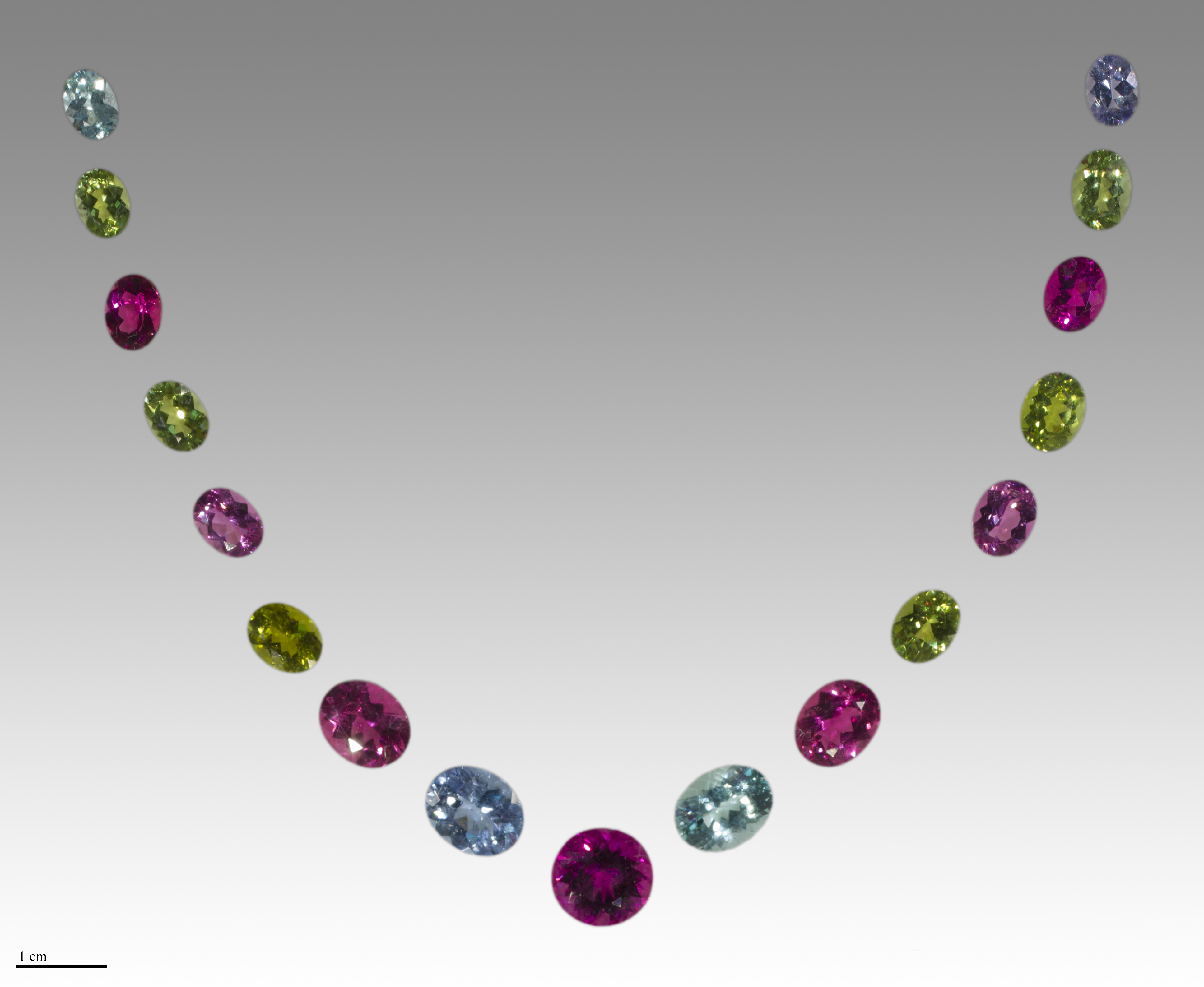
turmaliny oszlifowane

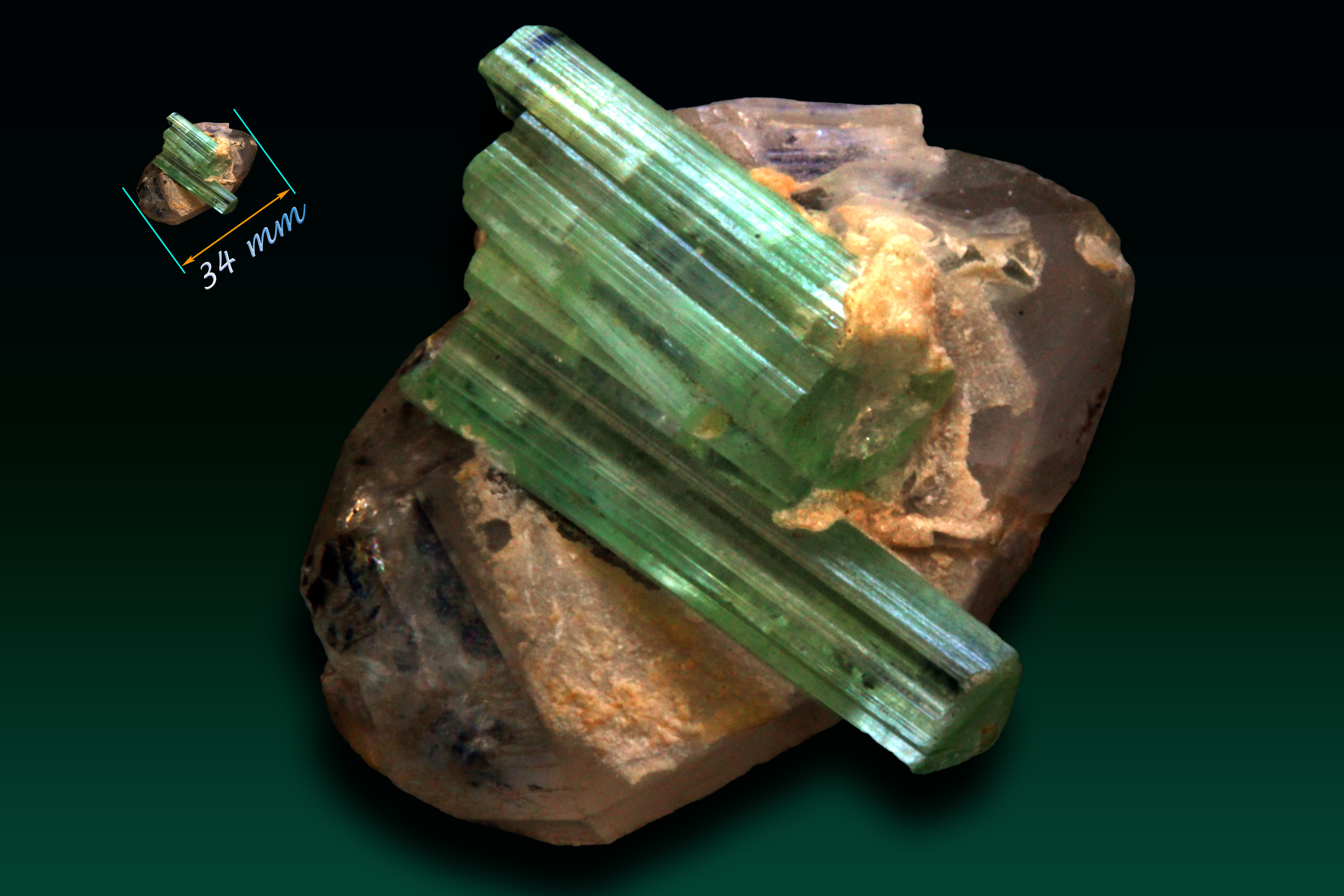
Turmalin (elbait) na kwarcu - Gilgit, Pakistan.

Turmaliny – szereg minerałów należących do grupy krzemianów. Oprócz szerlu, należą do minerałów rzadkich lub bardzo rzadkich.
Nazwa pochodzi od syngaleskiego turmali określającego zdolność do przyciągania, po podgrzaniu, popiołu z ognia.

## Właściwości
- Wzór chemiczny:

wzór ogólny:
XY3Z6[(OH)4(BO3)3(Si6O18)]
Gdzie:

X – Na

Y – Fe, Mg, Ca, Mn (Li + Al.)

Z – Al, Fe
– borokrzemiany sodu, wapnia, glinu, litu, magnezu, żelaza, manganu. Niekiedy zawierają też: chrom, nikiel, tytan, wanad, itr.
- Układ krystalograficzny – wszystkie krystalizują w układzie trygonalnym
- Twardość w skali Mohsa – 7 do 7,5
- Łupliwość – niewyraźna, brak
- Rysa – biała
- Przełam – muszlowy, nierówny
- Gęstość – 2,90 do 3,26 g/cm³
- Barwa – wyjątkowo duża różnorodność barw
- Połysk – szklisty, czasami żywiczny
- Współczynniki załamania: {\displaystyle n_{o}=1,669} i {\displaystyle n_{e}=1,638} (długość fali ~ 590 nm)

Cechy charakterystyczne – są magnetyczne, posiadają zmienność barw polichromatycznych i zmienność pleochroniczną.
Zazwyczaj tworzą kryształy o pokroju słupkowym, pręcikowym, igiełkowym, a na ścianach kryształów wykazują charakterystyczne zbrużdżenia zgodne z wydłużeniem słupów.
Występują w skupieniach zbitych, ziarnistych, pręcikowych, igiełkowych i promienistych (tzw. „słońce turmalinowe”).
Są kruche, przezroczyste, wykształcają kryształy wrosłe i narosłe.
Część turmalinów ujawnia optyczny efekt kociego oka (turmalinowe kocie oko istnieje w różnych barwach), pleochroizm i „efekt aleksandrytu” – w świetle naturalnym są żółtawozielone, w sztucznym – pomarańczowoczerwone.
Turmalin łatwo elektryzuje się (jest piro- i piezoelektryczny), przyciąga kurz, skrawki papieru. Ze względu na to zjawisko turmaliny należy czyścić częściej niż inne kamienie.

Wskutek podgrzania do temperatury 450–650 °C u niektórych turmalinów może nastąpić zmiana barwy. Turmaliny przefarbowane promieniami gamma nie mają trwałej barwy.
Syntetyczne turmaliny służą tylko do celów badawczych. Kamienie oferowane jako syntetyczne turmaliny są w rzeczywistości syntetycznymi spinelami o barwie turmalinu.
Największe kryształy osiągają wielkość 3-5 metrów

## Nomenklatura handlowa
- achroit (gr. achroos = bezbarwny) – bezbarwna odmiana turmalinu, bardzo rzadki, występuje na Madagaskarze, w Brazylii i w USA. Zdobiony szlifem brylantowym lub rozetowym. By uzyskać bezbarwny turmalin, często podgrzewa się turmaliny różowe.
- rubellit – czerwona odmiana turmalinu, tzw. „turmalin syberyjski”, „turmalin bordeaux”. Z Brazylii pochodzi druza kryształów rubelitu ważąca 4 tony, pojedyncze osobniki osiągały wielkość 40 cm. Najczęściej stosuje się szlif tabliczkowy lub szlif schodkowy.
- drawit (dravit) – żółtobrunatny, brunatnozielony, brunatnoczerwony, nazwa od rzeki Drawy. Rzadkość stanowią niebieskie kryształy drawitu z Chin. Rzadko stosowany w jubilerstwie.
- indigolit (indikolit) – ciemnoniebieski turmalin. Bywa często podgrzewany, by rozjaśnić barwę i uzyskać bardziej atrakcyjny wygląd kamienia. Występuje w Rosji – na Syberii, na Madagaskarze, w USA i w Brazylii.
- verdelit – zielona we wszystkich odcieniach odmiana turmalinu, ładne kryształy do 10 cm pochodzą z Brazylii (największy kryształ mierzy 1m i ma 20 cm grubości „The Rocket”). Najczęściej stosuje się szlif tabliczkowy lub szlif schodkowy.
- schörl (szerl, szerlit, skoryl) – czarny, nazwa od wyrażenia z dawnej gwary górniczej. Używany do wyrobu biżuterii żałobnej – rzadko stosowany w jubilerstwie.
- syberyt – fioletowoczerwony do fioletowoniebieskiego; niekiedy używany jako synonim rubelitu. Nazwa pochodzi od występowania na Uralu.
- apiryt – gemmologiczna nazwa odmiany odznaczającej się barwą brzoskwiniową, różowobrzoskwiniową, czerwonobrzoskwiniową lub żółtopomarańczową[1].

## Nomenklatura mineralogiczna
- buergeryt (turmalin żelazowy) – ciemnobrunatny lub czarny
- elbait (turmalin litowy) – wielobarwny (niektóre kryształy zawierają nawet 15 różnych barw i odcieni), tzw. „turmalin arbuzowy” (wyjątkowo ceniony[przez kogo?] i atrakcyjny kamień kolekcjonerski), nazwa od wyspy Elby we Włoszech. W Brazylii w Minas Gerais znaleziono w 1978 r. kryształy o długości 1 metra
- drawit (dravit) (turmalin magnezowy) – żółtobrunatny, brunatnozielony, brunatnoczerwony, nazwa od rzeki Drawy
- liddicoatyt (turmalin wapniowy) – wielobarwny, nazwa od nazwiska amerykańskiego gemmologa. Został odkryty na Madagaskarze. Od elbaitu odróżnia się większą zawartością wapnia
- szerlit (schörl, szerl, skoryl) – turmalin żelazawy – czarny, nazwa od wyrażenia z dawnej gwary górniczej. Używany do wyrobu biżuterii żałobnej. Kryształy pochodzą z Brazylii, USA, Kazachstanu (ponad 1m długości), Ukrainy i Norwegii – ponad 3 × 1 m
- tsilaisyt (turmalin manganowy) – ciemnożółty lub zielony, nazwa od lokalnej nazwy na Madagaskarze. Wydobywa się go z pegmatytów w Nepalu i Mozambiku, otrzymany został na drodze syntezy
- uwit (uvit) (turmalin magnezowy) – zielony, ciemnobrunatny lub czarny; nazwa od prowincji Sri Lanki (Cejlon)

## Występowanie
Stanowią składnik granitów, pegmatytów, żył kwarcowych. Czasami tworzą niemal monomineralne skały (turmalinit).
Miejsca występowania: Brazylia – Minas Gerais, Paraiba, USA – Kalifornia, Maine, Rosja, Finlandia, Pakistan, Afganistan, Sri Lanka, Namibia, Madagaskar, Włochy – Elba.
W Polsce – występuje najbardziej pospolity, czarny szerl na Dolnym Śląsku.

## Zastosowanie
- w jubilerstwie do wyrobu atrakcyjnej i drogiej biżuterii
- w przemyśle optycznym i radiotechnicznym
- są używane do produkcji ciśnieniomierzy
- cenione i bardzo poszukiwane kamienie kolekcjonerskie